# Батаан
Батаан (філ.: Lalawigan ng Bataan) — провінція Філіппін в регіоні Центральний Лусон, займає весь однойменний півострів на острові Лусон.
Під час Другої світової війни Батаан захищали війська США і Філіппін під керівництвом генерала Дугласа Макартура від японських військ з 1 січня до 4 квітня 1942 . Макартур був евакуйований, але 6—11 тис. військовополонених союзників загинуло у «Батаанському марші смерті».
З того часу 9 квітня відзначається на Філіппінах як День мужності.